# Nicolaus Andreæ Gaza
Nicolaus Andreæ Gaza, född i Dalsland, död 1647, var en svensk präst.

## Biografi
Nicolaus Gaza föddes i Dalsland. Endast moderns efter Karth är känt. Han blev senast valborgsmässoafton 1586 komminister i Sankt Nikolai församling i Stockholm. Gaza avgick från tjänsten våren 1589 då han anglades för lägersmål av en frånskilda hustru som han senare gifte sig med. Gaza blev 30 september 1596 kyrkoherde i Reval. År 1602 bekräftade kung Karl XI honom som superintendent i Estland. Han avgick från tjänsten 1638 och avled 1647.

### Familj
Gaza gifte sig 6 juli 1589 i Reval med en okänd kvinna. De vigde av kyrkoherden Nils i Täby församling. Hon hade tidigare gift med Påwel Stoltenberg. Gaza fick tillsammans med henne barnen Gunilla Gaza som var gift med kyrkoherden Lars Vigaeus och Maria Gaza.